# IC 1318
Pour les articles homonymes, voir Nébuleuse du Papillon.

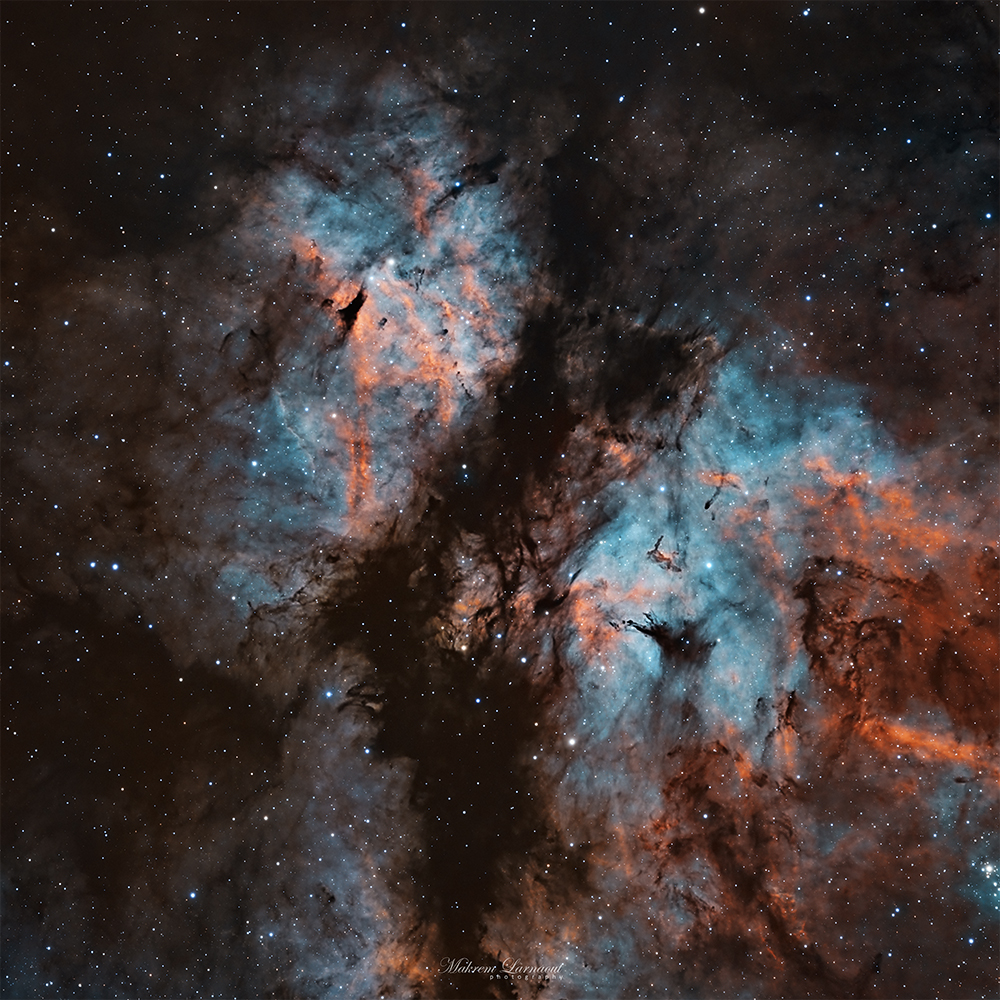
IC1318 - The Butterfly nebula

IC 1318, également appelée la nébuleuse du Papillon (en anglais Butterfly Nebula) est une nébuleuse en émission dans la constellation du Cygne.
Énorme nébuleuse en émission assez brillante et distincte, en forme d'accent circonflexe, assez difficile à voir, mais qui apparaît facilement sur les photographies. Elle possède en son centre une nébuleuse obscure. Elle se déploie autour de la brillante étoile Sadr (γ Cygni). Elle est située dans la Voie lactée, donc sur un fond riche en étoiles.